# Campeonato Mundial de Rallycross
O Campeonato Mundial de Rallycross (em inglês: FIA World Rallycross Championship, aberviação oficial de WRX ou World RX) é uma competição de rallycross organizada pela FIA em conjunto com o promotor do campeonato, a IMG Motorsport.

## Formato

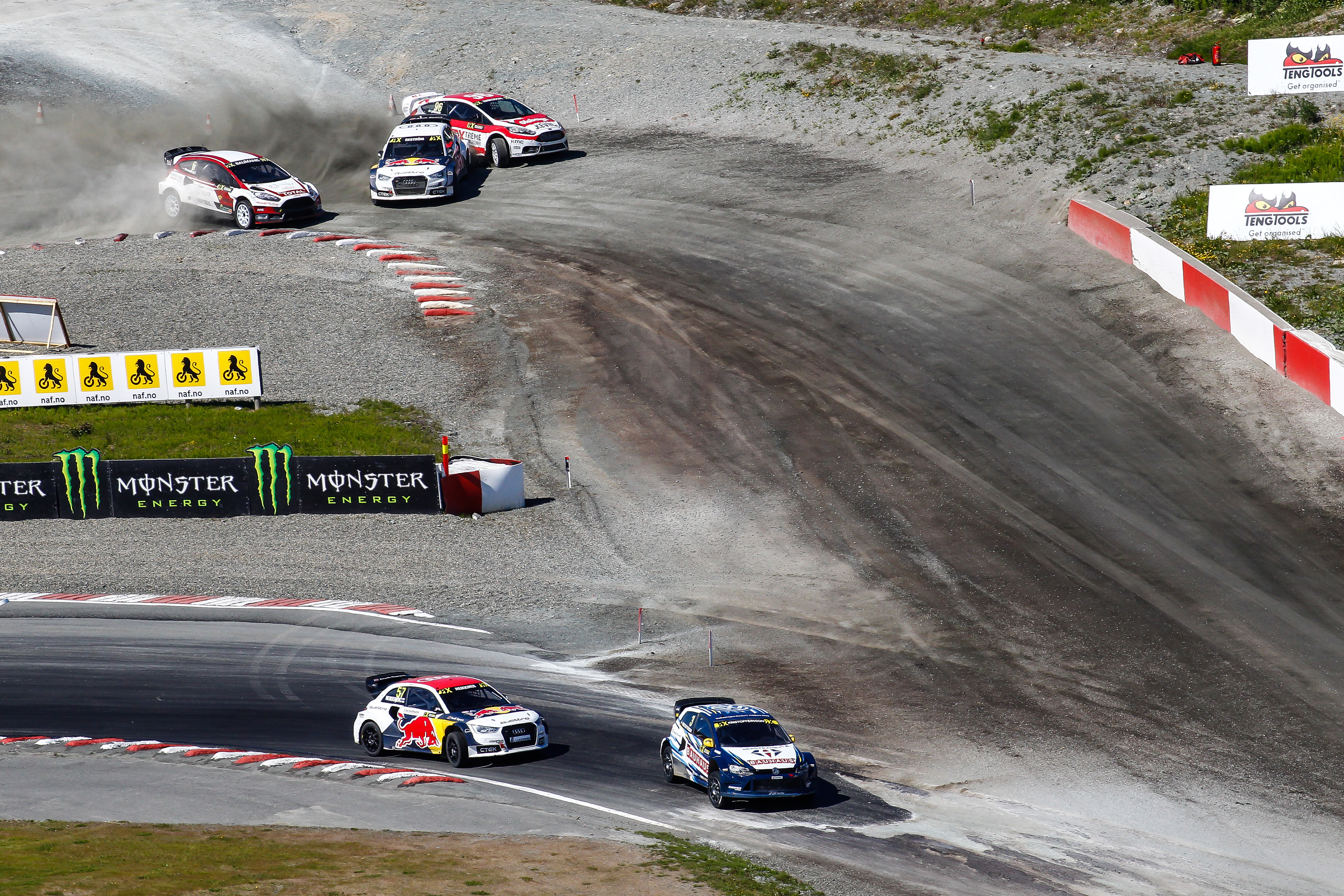
Volta original vs. Volta Joker (World RX da Noruega de 2016)

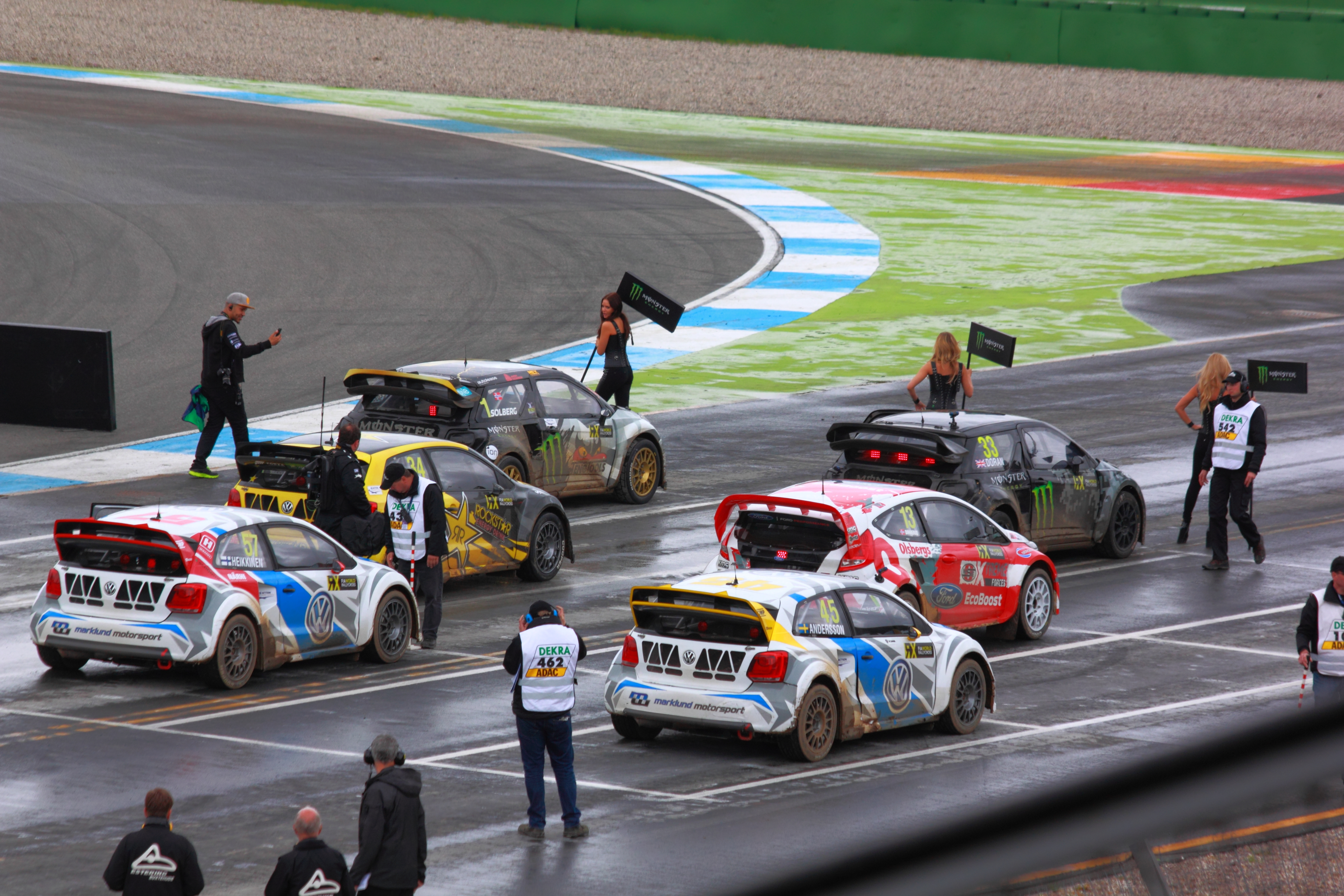
Carros de linha na grelha antes de uma Semi-Final

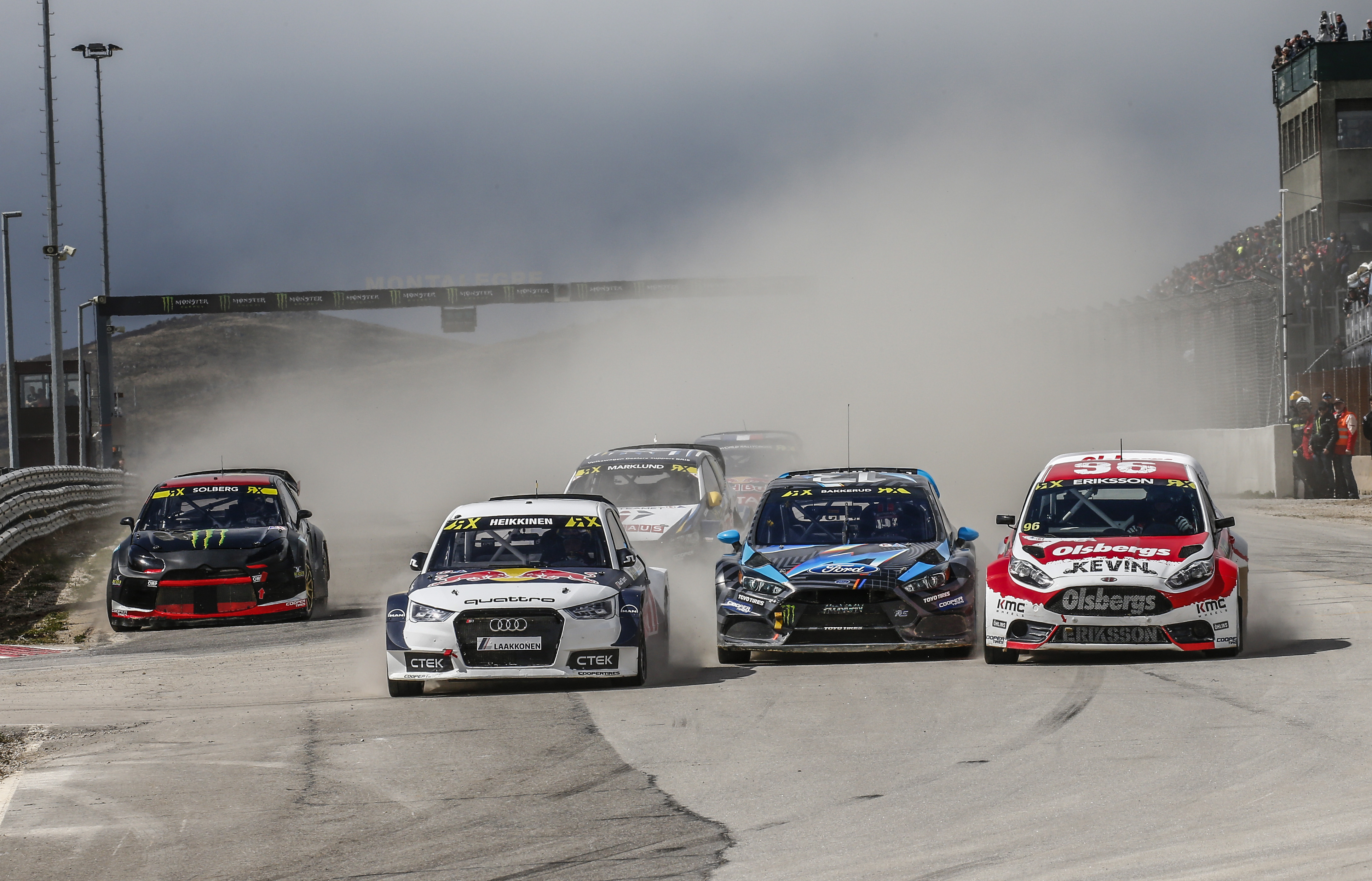
Semi-Final 2 em World RX de Portugal de 2016

O campeonato é composto por eventos de 2 dias, realizados em circuitos fechados em piso misto (sobretudo asfalto e terra). Cada evento é composto por:
- Rodadas de qualificação: Em cada uma das séries (Q1, Q2, Q3 e/ou Q4) existem corridas menores, com 3 a 5 carros, e o piloto que realizar o tempo total de corrida mais rápido após 4 voltas (incluindo a chamada Volta Joker, na qual os pilotos são obrigados a passar por um traçado alternativo, mais lento) é declarado o vencedor da qualificação. Os pilotos acumulam pontos, com base nas suas posições. Após as séries de qualificação, os pontos são somados e os 12 pilotos com o maior número de pontos seguem para fase seguinte.
- 2 Semi-Finais: 6 carros em cada uma das duas semi-finais, com 6 voltas (incluindo uma Volta Joker). Os primeiros 3 pilotos de cada semi-final se classificam para a final.
- Final: Assim como nas semi-finais, esta corrida é disputada por 6 carros ao longo de 6 voltas (incluindo uma Volta Joker). O vencedor da final será considerado o vencedor do evento. No entanto, o vencedor não somou, necessariamente, o maior número de pontos para a classificação do campeonato (depende dos pontos conquistados nas qualificações e semi-finais).

## Categorias
Existem atualmente duas classes: RX1 e RX2e. 
Uma nova categoria, com carros totalmente elétricos, foi planejada para introdução em 2020, porém foi anunciado em agosto 2018 que a introdução de um campeonato totalmente elétrico seria adiada até 2021 para permitir que os fabricantes tenham mais tempo para apresentar interesse em participar após as novas regras. 
A RX2e foi anunciado em agosto de 2020 para substituir a categoria RX2 para a temporada de 2021

## Sistema de pontos
No Campeonato, as pontuações são as seguintes:
| Qualificação | 16 | 15 | 14 | 13 | 12 | 11 | 10 | 9 | 8 | 7 | 6 | 5 | 4 | 3 | 2 | 1 |
| Semi-Finais  | 6  | 5  | 4  | 3  | 2  | 1  |    |   |   |   |   |   |   |   |   |   |
| Final        | 8  | 5  | 4  | 3  | 2  | 1  |    |   |   |   |   |   |   |   |   |   |

- O plano de fundo vermelho indica os pilotos que não avançaram para a fase seguinte.

## Eventos

### Timeline
|             | Barcelona |          |               |               |               |            |            |          |  |  |
| Bélgica     | Bélgica   | Bélgica  | Bélgica       | Bélgica       | Bélgica       | [ note 1 ] | Bélgica    | Bélgica  |  |  |
| Suécia      |           |          |               |               |               |            |            |          |  |  |
| Alemanha    | Alemanha  | Alemanha | Alemanha      | Alemanha      |               | [ note 1 ] | Alemanha   | Alemanha |  |  |
| França      | França    | França   | França        | França        | França        | [ note 1 ] | França     |          |  |  |
|             |           | Letônia  |               |               |               |            |            |          |  |  |
| Noruega     | Noruega   | Noruega  | Noruega       | Noruega       | Noruega       | [ note 1 ] | [ note 1 ] | Noruega  |  |  |
| Portugal    | Portugal  | Portugal | Portugal      | Portugal      |               | [ note 1 ] | Portugal   | Portugal |  |  |
| Canadá      |           |          |               |               |               |            |            |          |  |  |
| Reino Unido |           |          |               |               |               |            |            |          |  |  |
|             |           |          | África do Sul | África do Sul | África do Sul | [ note 1 ] |            |          |  |  |
| Argentina   |           |          |               |               |               |            |            |          |  |  |
| Hockenheim  |           |          |               |               |               |            |            |          |  |  |
| Finlândia   |           |          |               |               |               | Finlândia  |            |          |  |  |
| Itália      |           |          |               |               |               |            |            |          |  |  |
| Turquia     |           |          |               |               |               |            |            |          |  |  |
|             |           |          |               |               | Abu Dhabi     | [ note 1 ] |            |          |  |  |
|             |           |          |               | EUA           |               |            |            |          |  |  |

## Resultados

### Campeões
| Temporada | Campeonato de Pilotos - RX1 | Campeonato de Pilotos - RX1 | Campeonato de Pilotos - RX1 |                           | Campeonato de Construtores - RX1 | Campeonato de Construtores - RX1 |
| Temporada | Piloto                      | Equipa                      | Carro                       | Equipa                    | Carro                            |                                  |
| --------- | --------------------------- | --------------------------- | --------------------------- | ------------------------- | -------------------------------- | -------------------------------- |
| 2014      | Petter Solberg              | PSRX                        | Citroën DS3                 | Ford Olsbergs MSE         | Ford Fiesta ST                   |                                  |
| 2015      | Petter Solberg              | SDRX                        | Citroën DS3                 | Team Peugeot-Hansen       | Peugeot 208                      |                                  |
| 2016      | Mattias Ekström             | EKS RX                      | Audi S1                     | EKS RX                    | Audi S1                          |                                  |
| 2017      | Johan Kristoffersson        | PSRX Volkswagen Sweden      | Volkswagen Polo GTI         | PSRX Volkswagen Sweden    | Volkswagen Polo GTI              |                                  |
| 2018      | Johan Kristoffersson        | PSRX Volkswagen Sweden      | Volkswagen Polo R           | PSRX Volkswagen Sweden    | Volkswagen Polo R                |                                  |
| 2019      | Timmy Hansen                | Team Hansen MJP             | Peugeot 208                 | Team Hansen MJP           | Peugeot 208                      |                                  |
| 2020      | Johan Kristoffersson        | Volkswagen Sweden           | Volkswagen Polo R           | KYB Team JC               | Audi S1                          |                                  |
| 2021      | Johan Kristofferson         | EKS KYB JC                  | Audi S1                     | Hansen World RX Team      | Peugeot 208                      |                                  |
| 2022      | Johan Kristofferson         | Kristoffersson Motorsport   | Volkswagen Polo             | Kristoffersson Motorsport | Volkswagen Polo                  |                                  |
| 2023      | Johan Kristofferson         | Kristoffersson Motorsport   | Volkswagen Polo             | Kristoffersson Motorsport | Volkswagen Polo                  |                                  |

| Temporada | RX Lites/RX2 Campeões | RX Lites/RX2 Campeões | RX Lites/RX2 Campeões |
| Temporada | Piloto                | Equipa                | Carro                 |
| --------- | --------------------- | --------------------- | --------------------- |
| 2014      | Kevin Eriksson        | Olsbergs MSE          | OMSE RX Lite Car      |
| 2015      | Kevin Hansen          | Hansen Junior Team    | OMSE RX Lite Car      |
| 2016      | Cyril Raymond         | Cyril Raymond         | OMSE RX Lite Car      |
| 2017      | Cyril Raymond         | Cyril Raymond         | OMSE RX2 Car          |
| 2018      | Oliver Eriksson       | Olsbergs MSE          | OMSE RX2 Car          |
| 2019      | Oliver Eriksson       | Olsbergs MSE          | OMSE RX2 Car          |
| 2020      | Henrik Krogstad       | Olsbergs MSE          | OMSE RX2 Car          |
| 2021      | Guillaume De Ridder   | Guillaume De Ridder   | ZEROID X1             |
| 2022      | Viktor Vranckx        | Bert Vranckx          | ZEROID X1             |
| 2023      | Nils Andersson        | Team E                | ZEROID X1             |

## Estatísticas

### Vitórias por piloto

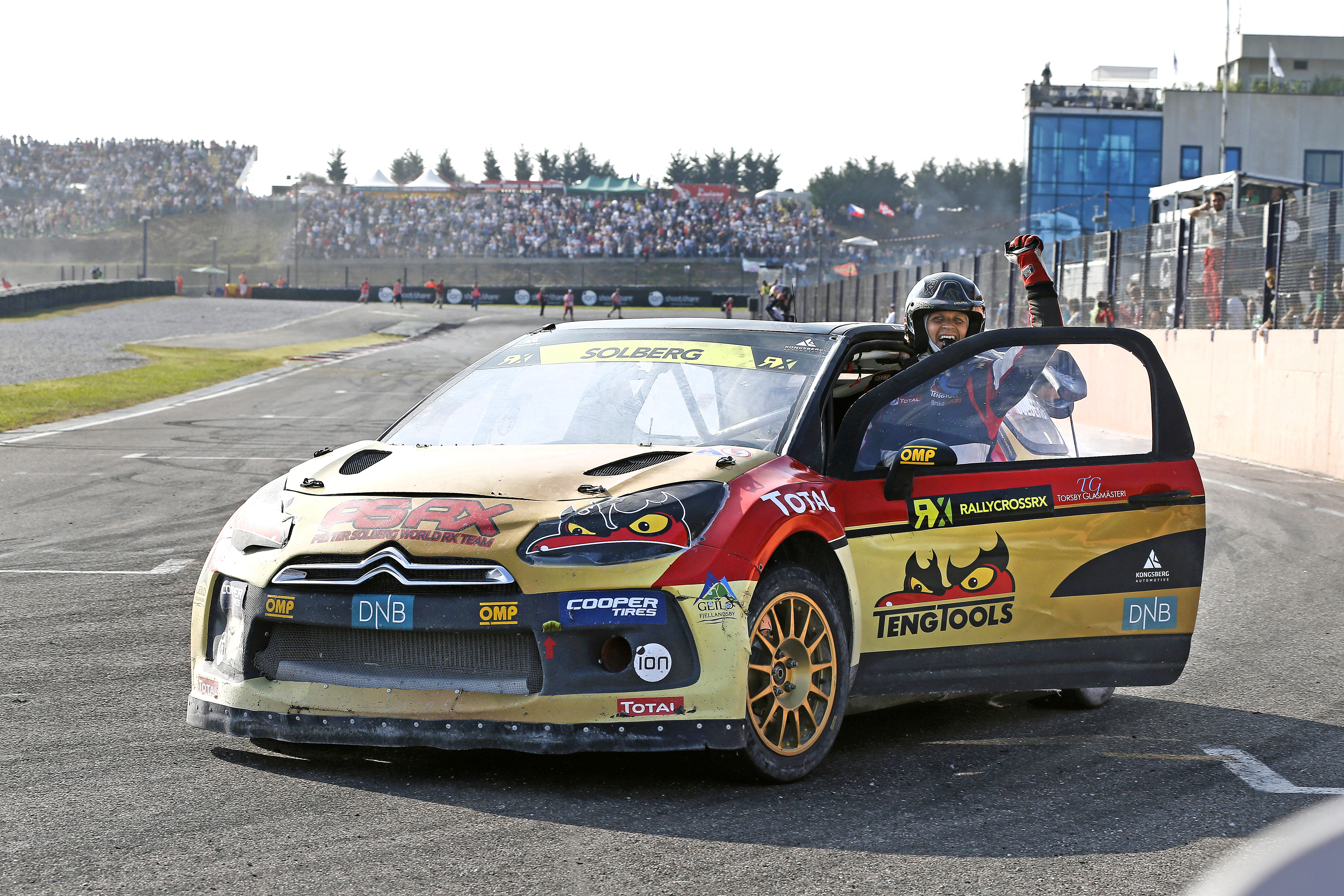
O campeão das duas primeiras temporadas, Petter Solberg

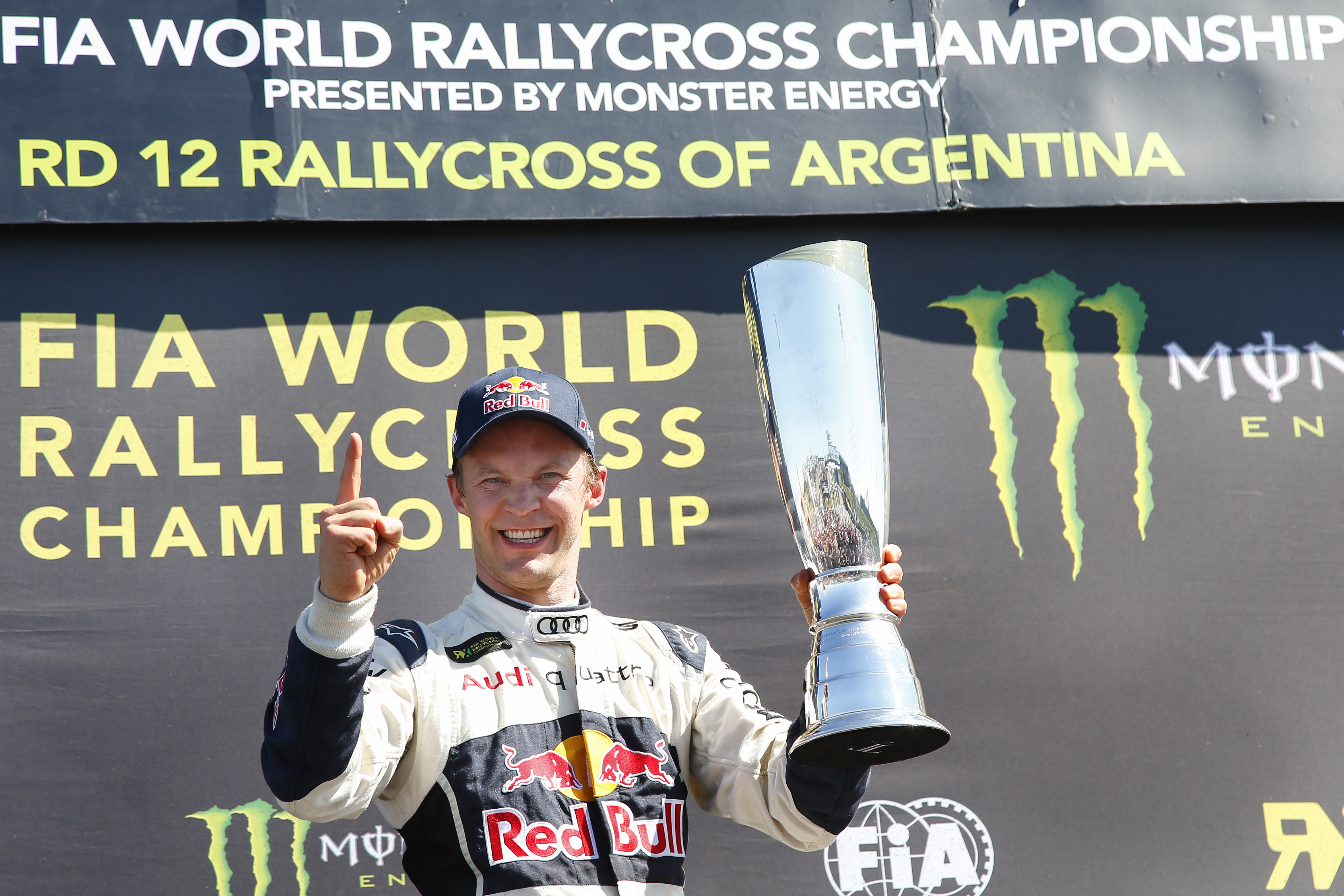
O campeão de 2016, Mattias Ekström

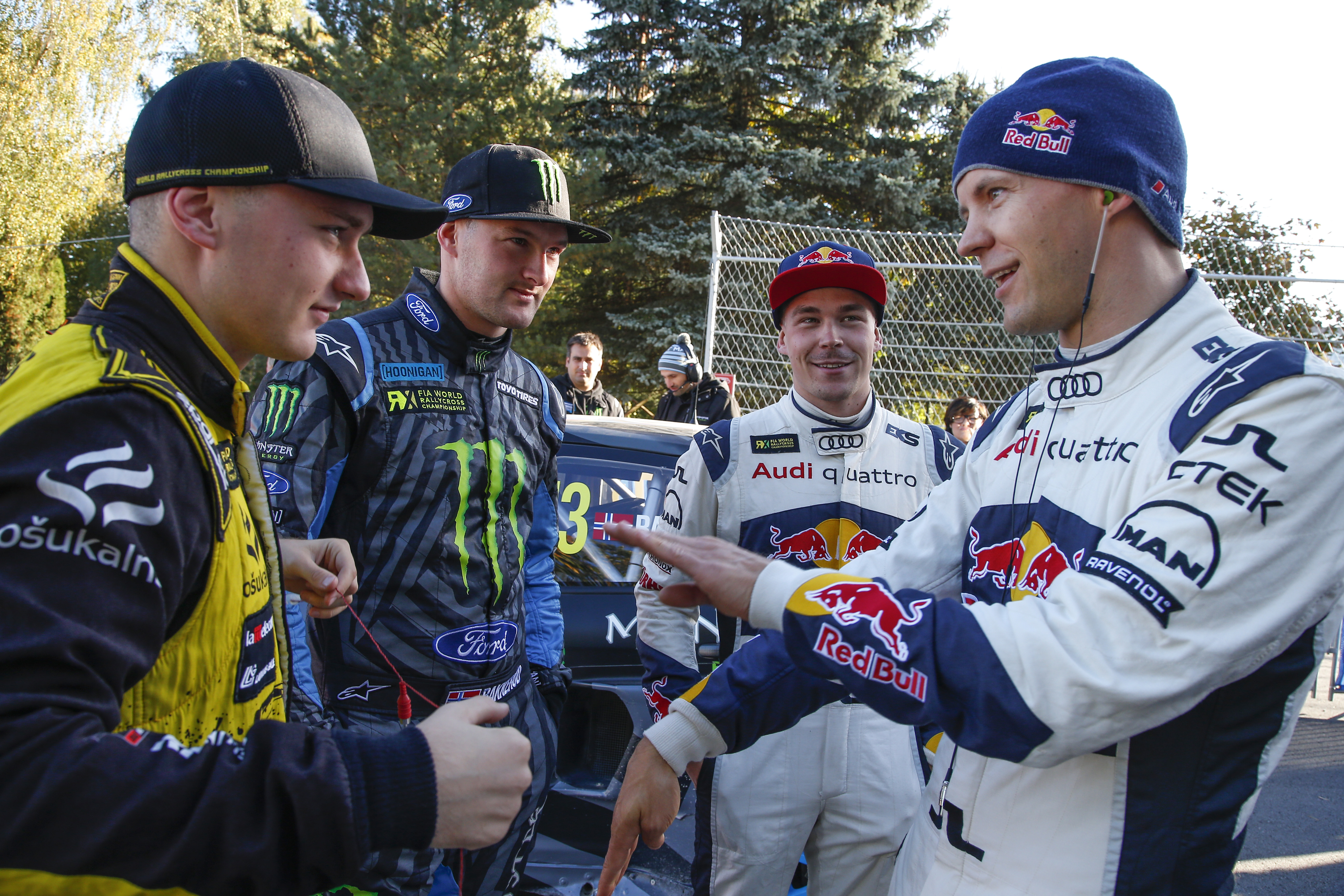
Reinis Nitišs, Andreas Bakkerud, Toomas Heikkinen e Mattias Ekström. Todos eles venceram eventos na classe RX1

|         | Piloto que já venceram uma edição do campeonato |
| Negrito | Piloto competiu na temporada 2021               |

| Vitórias | Piloto              |
| -------- | ------------------- |
| 41       | Johan Kristofferson |
| 13       | Timmy Hansen        |
| 12       | Mattias Ekström     |
| 10       | Petter Solberg      |
| 7        | Andreas Bakkerud    |
| 7        | Niclas Grönholm     |
| 3        | Kevin Hansen        |
| 2        | Sébastien Loeb      |
| 2        | Toomas Heikkinen    |
| 2        | Davy Jeanney        |
| 1        | Reinis Nitišs       |
| 1        | Robin Larsson       |
| 1        | Timur Timerzyanov   |
| 1        | Tanner Foust        |
| 1        | Kevin Eriksson      |
| 1        | Sebastian Eriksson  |
| 1        | Timo Scheider       |

### Pódios por piloto
| Pódios | Piloto                |
| ------ | --------------------- |
| 56     | Johan Kristoffersson  |
| 45     | Timmy Hansen          |
| 30     | Petter Solberg        |
| 30     | Andreas Bakkerud      |
| 27     | Mattias Ekström       |
| 21     | Kevin Hansen          |
| 17     | Sébastien Loeb        |
| 17     | Niclas Grönholm       |
| 8      | Toomas Heikkinen      |
| 8      | Reinis Nitišs         |
| 7      | Ole Christian Veiby   |
| 6      | Robin Larsson         |
| 6      | Timur Timerzyanov     |
| 6      | Timo Scheider         |
| 4      | Anton Marklund        |
| 3      | Davy Jeanney          |
| 3      | Gustav Bergström      |
| 2      | Ken Block             |
| 2      | Tanner Foust          |
| 2      | Kevin Eriksson        |
| 2      | Jānis Baumanis        |
| 2      | Krisztián Szabó       |
| 1      | Andrew Jordan         |
| 1      | Liam Doran            |
| 1      | Jean-Baptiste Dubourg |
| 1      | Jerome Grosset-Janin  |
| 1      | Joni Wiman            |
| 1      | Richard Göransson     |
| 1      | Juha Rytkönen         |
| 1      | Sebastian Eriksson    |
| 1      | Kevin Abbring         |
| 1      | Yury Belevskiy        |
| 1      | Klara Andersson       |
| 1      | Patrick O'Donovan     |

### Vitórias por carro
| Vitórias | Carro           |
| -------- | --------------- |
| 41       | Volkswagen Polo |
| 19       | Peugeot 208     |
| 16       | Audi S1         |
| 9        | Citroën DS3     |
| 7        | Hyundai i20     |
| 6        | Ford Fiesta     |
| 4        | ZEROID X1       |
| 3        | Ford Focus      |
| 1        | Audi A1         |
| 1        | PWR RX1e        |

### Vitórias por construtor
| Vitórias | Construtor       |
| -------- | ---------------- |
| 41       | Volkswagen       |
| 19       | Peugeot          |
| 17       | Audi             |
| 9        | Citroën          |
| 9        | Ford             |
| 7        | Hyundai          |
| 4        | QEV Technologies |
| 1        | PWR Racing       |